# Arturo Sanhueza
Héctor Arturo Sanhueza Medel (* 11. März 1979 in Concepción) ist ein ehemaliger chilenischer Fußballspieler. Der Mittelfeldspieler bestritt 15 Länderspiele für die Nationalmannschaft und wurde auf Vereinsebene sieben Mal chilenischer Meister.

## Karriere

### Verein
Arturo Sanhueza begann seine Karriere 1996 beim Heimatverein Fernández Vial, ehe er zu Everton wechselte, wo er als Leihspieler von CSD Colo-Colo eine ganze Saison verbrachte. Nach dem Abstieg des Teams aus Viña del Mar wechselte er zu den Santiago Wanderers, die von Jorge Garcés trainiert wurden. Im Mittelfeldzentrum bildete er gemeinsam mit Jorge Ormeño die Grundlage für den Meistertitel 2001. Nach drei Spielzeiten beim Team aus Valparaíso unterschrieb er 2005 bei Chiles Spitzenklub Colo-Colo, nachdem er ein Angebot vom CF Atlante aus Mexiko abgelehnt hatte. Unter Trainer Claudio Borghi wurde Sanhueza zum unangefochtenen Stammspieler und erreichte mit den Albos die beiden Meisterschaften der Apertura, Clausura sowie das Finale in der Copa Sudamericana 2006. Nach weiteren vier Spielzeiten bei Colo-Colo, in denen er als Kapitän noch vier Meistertitel gewann, wurde der Mittelfeldspieler im Dezember 2010 von Trainer Diego Cagna nicht mehr berücksichtigt.
2011 wechselte Sanhueza zu Deportes Iquique, das gerade in die Primera División aufgestiegen war, nachdem er zuvor einen Wechsel zum chinesischen Super-League-Klub Changchun Yatai abgelehnt hatte. Nach eineinhalb Jahren unterschrieb er im Juni 2012 bei Universidad de Concepción. Allerdings verkündete Sanhueza bereits nach nur sechs Monaten, im Dezember, sein Karriereende. Am 8. Januar 2013 nahm Sanhueza seine Entscheidung zurück, in den Ruhestand zu gehen, und schloss sich dem Primera-B-Klub Deportes Temuco an. Drei Jahre später führte er als Kapitän das Team zum Titel der Primera B 2015/16 und damit zum Aufstieg in die Primera División. Dennoch verließ er Temuco und schloss sich dem CD Cobreloa an. 2019 zog es Sanhueza wieder zurück zu seinem Jugend- und Debütverein Fernández Vial. Am Ende der Saison 2022 beendete er dort seine 25-jährige Karriere als Profifußballer.

### Nationalmannschaft
Arturo Sanhueza debütierte im November 2001 in der chilenischen Nationalmannschaft beim Qualifikationsspiel zur Weltmeisterschaft 2002 gegen Ecuador. Danach kam er unregelmäßig in Freundschaftsspielen zum Einsatz und gehörte ab Mitte 2006 zum Stammpersonal der La Roja. Dementsprechend nahm der Mittelfeldspieler an der Copa América 2007 teil, bei der er alle vier Spiele über die volle Spielzeit auf dem Feld stand. Chile kam als Gruppendritter ins Viertelfinale, schied dort allerdings gegen Brasilien aus.

## Erfolge
Santiago Wanderers
- Chilenischer Meister: 2001

Colo-Colo
- Chilenischer Meister: 2006-A, 2006-C, 2007-A, 2007-C, 2008-C, 2009-C
- Finalist der Copa Sudamericana: 2006

Deportes Temuco
- Chilenischer Zweitligameister: 2014/15